# Bevaringsværdige skibe
Bevaringsværdige skibe er ældre skibe der af kulturhistoriske grunde ønskes bevaret. Skibsbevaringsfonden vurderer hvilke skibe der er bevaringsværdige, og giver støtte til deres bevaring.
Følgende skibe er erklæret bevaringsværdige :

## A
- Agnete (sundbåd), bygget i Snekkersten 1924
- Akele (sejlyacht), bygget Roskilde Baadeværft 1951
- Alba II, tidligere redningsskib Vestkysten, bygget i Nakskov 1944
- Albatros (tidligere hjemmeværnskutter) bygget Sæby 1937
- Alvur (fiskefartøj), bygget i Bogense 1945
- Andohrik (fiskefartøj) bygget i Hvide Sande 1971
- Anna Elise (skib fra 1932) bygget J. Christoffersen, Nordby, 1932
- Anna Møller (galease), bygget i Randers 1906
- Anna (fiskekvase), bygget i Kolding 1904
- Anna (jagt), bygget i Køge 1928
- Anna Bang (snurrevodskutter) bygget i Frederikshavn 1931
- Anna Karoline (drivkvase/vojebåd) bygget i Fjellebroen 1901
- Anna Marie (fiskekvase), bygget i Assens 1890
- Assistenten bygget af H. C. Poulsen, Svendborg 1911
- Aventura (galease), bygget i Kolding 1913
- Betty Norgas (gastanker), bygget Svendborg 1958
- Bipika (fiskefartøj) bygget i Lynæs 1943
- Bjørn (bugserbåd/isbryder), bygget i Bremerhaven 1908

## B
- Bona Gratie (snurrevodskutter), bygget i Frederikshavn
- Bonavista (skonnert), bygget i Marstal 1914
- Britt Lise (fiskefartøj) bygget i Rødvig 1959
- Britta (fiskefartøj) bygget i Strandby 1948
- Brødrene (postbåd) bygget i Frederikshavn 1899/1900
- Bukken-Bruse (pendulfærge) bygget i Bergen 1961

## C
- Carene Star (3-m. topsejlsskonnert) bygget i Svendborg 1945 –
- Castina (Fiskefartøj), glasfiber, bygget i Kbh. 1978-
- Caroline S. (coaster) bygget i Marstal 1959-
- Cassiopeia tidligere MHV 63 Frederikssund Skibsværft 1938
- Cetus (coaster) tidligere Rio bygget i Svendborg 1958
- Chimera (passagerfærge) oprindeligt dampyacht, bygget Sandhaven, Skotland 1912.
- Christiane (halvdæksbåd), bygget på Fejø 1917
- Christoffer (trawler) bygget Lindstøl skips- og båtbyggeri, Risør 1967
- Clan Ann (fiskefartøj) bygget i Faxe Ladeplads 1962
- Cyclus (fiskeriinspeksionsskib) tidligere FALKEN bygget i Malmö 1890

## D
- Dannebrog (bæltbåd), bygget i Skabohuse 1871
- Dorthe Fjord bygget Grenaa 1952.
- Drogden (lodsbåd) bygget i Helsingør 1880

## E
- Ejno (lodsfartøj) bygget i Frederikshavn 1898
- Elisabeth (fiskefartøj) bygget i Køge 1941
- Elise (jagt) bygget i Svendborg 1907
- Ellen (skib fra 1906) bygget på Læsø 1906
- Ellen Fejø (motorfærge) bygget i Marstal 1933
- Elsa Margrethe (skib fra 1926) bygget i Esbjerg 1926
- Emanuel (skib fra 1902) bygget i Rødvig 1902
- Emma, tidligere HMV 73 Hercules bygget Frimodt & Husmer, Hundested 1944
- Emma-Line (fiskekutter), bygget i Esbjerg 1943
- Esther Jensen (galease) bygget som snurrevodskutter på værftet Hjørne og Jakobsen, Frederikshavn 1939

## F
- Forsøget (ketch), bygget i Plymouth 1906
- Fortuna (fiskefartøj), ex. kvase bygget på Agersø 1961
- Frem (galease), bygget i Nykøbing Mors 1939
- Frem (galease/jagt), bygget på Fejø i 1934
- Fri (galease), bygget i Svendborg 1912
- Frigg (fiskerikontrol), bygget i Struer 1939
- Fulton (skonnert), bygget i Marstal 1915
- Fylla (skonnert), bygget i Nyborg 1922
- Fyrholm (havundersøgelsesskib), bygget på Orlogsværftet 1945
- Fyrskib nr. 1 motorfyrskib, bygget Rasmus Møller, Fåborg, 1912-14
- Føniks Miljø tidl. militært transportfartøj, bygget Marstal/Skagen 1968.

## G
- Georg Stage skoleskib, bygget i Frederikshavn 1934
- Gitte Pries bygget Ring-Andersen 1944 – 45
- Gl. Turisten (passagermotorbåd) bygget i Ry 1922
- Gloria (fiskefartøj), bygget i Hirtshals 1961.
- Gnisten (lodsbåd), bygget i Frederikshavn 1925
- Gribskov (fiskekutter), bygget i Hobro 1976
- Grønne Erna (snurrevodskutter), bygget i Esbjerg 1908
- Guldborgsund (snurrevodskutter) bygget på Læsø 1905

## H
- Hammer (øvelsesbåd) bygget i Fjellebroen 1950
- H. V. Ravn (fyrinspektionsskib) bygget Nakskov Skibsværft 1938
- Hanna (fiskefartøj) bygget Strandby 1938.
- Hanne Hansen (coaster), bygget i Marstal 1958
- Hansa (fiskefartøj) bygget i Hundested 1946
- Hansa (snurrevodskutter), bygget brd. Nipper i Skagen 1924
- Havet (motorgalease), bygget 1954
- Havgassen (galease) bygget i Fåborg 1898
- Hebron (fiskefartøj) bygget Nørre Vorupør 1963
- Henriette (fiskefartøj) bygget i Thisted 1977
- Hjalm (galease), bygget i Assens 1901
- Hjortø (minestryger) tidligere MHV 85 og MS7 bygget i Frederikssund 1941
- Hjortø (post/passagerbåd) bygget Rantzausminde 1954.
- H.M.F. XIII (havnerundfart) bygget i Korsør 1953
- Haabet (galease) bygget hos L. Christiansen i Rødvig 1914
- Haabet (fiskefartøj) bygget i Nr. Vorupør 1947

## I
- Isefjord (skonnert) bygget Buhl i Skagen 1874

## J
- Jacob Hardeshøj (motorfærge) bygget i Svendborg 1954
- Jane Sophie (fiskefartøj) tidligere Henriette bygget i Nyborg 1920
- Janni Skoven (fiskefartøj) bygget i Hvide Sande 1975
- Janus (opsynsskib) bygget i Skagen 1974
- Jens Krogh (snurrevodskutter) bygget Buhl Frederikshavn 1899
- Jensine (jagt) bygget af J. W. Riis, Aalborg 1852/53
- Johanne (skonnert) bygget i Øxenbjerg 1895
- Johanne (motorgalease) bygget Ring-Andersen 1923.
- Johannes Hejlesen (snurrevodskutter) bygget i Hirtshals 1962
- Jørgen Brønlund (politifartøj) bygget Rantzausminde 1952

## K
- Kaja (færgebåd) bygget på Tåsinge i 1923
- Karoline Svane (galease), bygget i Humlebæk 1885
- Kattegat (fiskefartøj), bygget i Ebeltoft 1939
- Kong Frederik IX (motorfærge), bygget i Helsingør 1954, ophugget i Indien 2005.
- Kivioq (ekspeditionsskib), ekspeditionsskib for Knud Rasmussen bygget i Frederikssund 1933

## L
- Lappedykkeren II (hajkutter), bygget Gilleleje træskibsbyggeri 1929
- Lappedykkeren III (fiskefartøj), tidligere Dan-Harding bygget Gilleleje 1960
- Lene (fiskefartøj) bygget i Strandby 1962
- Leo (logger), bygget i Holland 1919
- Lilla Dan (topsejlskonnert), bygget i Svendborg 1951
- Line (passagerbåd) tidligere Turisten bygget i Ry 1922
- Lodsen (lodskutter), bygget i Nykøbing Mors 1926
- Lotte (fiskefartøj) bygget i Jægerspris 1960
- Lise (fiskefartøj) bygget Hobro 1975
- Livø (last/passagerbåd) bygget J. Ring Andersen 1925
- Luna (fiskefartøj) bygget Thyborøn skibsværft 1936
- Lyø (minestryger) tidligere MS 8 og MHV 86 Lyø, bygget Korsør 1941

## M
- M/F Egeskov bygget i Svendborg 1937
- Madonna (3-mastet topsejlskonnert), bygget i Svendborg 1942
- Marinane-F (minestryger) bygget Holbæk Skibs- og bådeb. 1941
- Marie Nielsen (bornholmerkutter) bygget H. P. Hansen, Svaneke 1937
- Marie (fiskefartøj), bygget i Sæby 1919
- Marie (kystfiskerbåd) bygget af Evald Larsen, Lønstrup 1955
- Marilyn Anne (3-mastet skonnert) bygget i Marstal 1919
- Marius (lodsbåd) bygget i Frederikssund 1922
- Marly (vestkystjolle) bygget i Lønstrup 1955
- Marna SG 100 (fiskefartøj) bygget Fåborg 1940
- Martha (skonnert) bygget i Vejle 1899
- Mejt (sejlyacht) bygget i Stockholm 1911
- Meta (skonnert) bygget i Assens 1884
- Middelgrunden tidligere MHV 66 bygget i Sverige 1926
- Minerva (ålekvase) KR 862, bygget Karrebæksminde 1908
- Mira III bygget i Frederikssund 1915
- Mira (skonnert) bygget i Fåborg 1897
- Mjølner (paket) bygget hos Ring Andersen i 1922
- Møn (motorfærge) bygget Nakskov 1923
- Mågen Bæltbåd bygget i Kerteminde 1887 som sillebåd

## N
- Nakskov Havn 1 (bugserbåd) bygget Nakskov Træskibsværft i 1914
- Narssak (inspektionskutter), bygget i Svendborg 1954
- Navigator (skoleskib), bygget i Nakskov 1941
- Nestor (skonnert), bygget i Eckernförde 1905
- Nordboen (skonnert), bygget Ring-Andersen 1933
- Nordlyset (fiskefartøj), bygget i Frederiksværk 5
- Nordlyset (galease) bygget Lilleø skibsværft 1934
- Nordsøen bygget i Stenbjerg 1938
- Nr. 10 (fiskerikontrolfartøj), bygget i Frederikssund 1938

## O
- Oberon (fiskekutter) bygget i Skagen 1938
- Otto Rud (jagt) bygget i Frederikssund 1899
- Olea (fiskefartøj) bygget i Faxe Ladeplads 1931
- Ole Rømer (grønlandsskib) bygget i Holbæk 1947
- Otto Mathiasen (jagt) bygget i Frederikssund 1898
- Otwi (skonnert) tidligere Schwalbe bygget i Tyskland 1911

## P
- Palnatoke (galease), bygget i Humlebæk 1894
- Pia Bang (fiskefartøj) bygget Juelsminde 1954
- Pioner (lodsfartøj) bygget i Laboe, Vesttyskland 1966
- Pram fra Strynø Kalv bygget i Rantzausminde ca. 1950
- Pram 48 (lastepram) bygget B&W 1925

## R
- Ragna Poulsen (fiskekutter), bygget i Esbjerg 1945
- Ragnhild bygget i Frederiksværk 1935
- Regitze Bianca (fiskefartøj) bygget Agger Skibsværft 1983
- Relay (fiskefartøj) bygget Lynæs 1960
- Rolf (færgebåd) tidligere Herman og Odin bygget Frederikssund 1909
- Rosita II (fiskefartøj), bygget i Frederikshavn 1931
- Runa (lystfartøj), bygget i Skovshoved 1910
- Ruth (slup), bygget i Svinør Norge 1854
- Rylen (bæltbåd), bygget i Kerteminde 1896

## S
- Saga (skonnert), bygget i Finland 1946
- Samka (coaster), bygget i Marstal 1956
- Skarreklit (fiskefartøj) bygget i Stenbjerg 1962
- Skibet (bæltbåd), bygget i Dyrehaugen 1880
- Skibladner II (galease), bygget i Odense 1897
- Skjelskør (passagerdampskib), bygget i Svendborg 1915
- Skødshoved (paket), bygget i Horsens 1907
- Sofie Larsen (fiskefartøj) bygget i Marstal 1950
- Sommerflid (halvdæksbåd) bygget i Frederikssund 1915
- Sonte (minestryger) bygget Frederikssund Skibsværft 1941
- Sprogø (motorfærge), bygget i Helsingør 1962
- Squilla (fiskefartøj) bygget i Esbjerg 1962
- St. Knud (slæbebåd), bygget i Frederikshavn 1931
- Stevns (fiskefartøj) bygget i Faxe Ladeplads 1936
- Svalen (kattegatbåd), bygget i Kikhavn 1906
- Søløven (fyrinspektionsskib) bygget Orlogsværftet 1960
- Søren Martin (fiskefartøj) bygget i Ebeltoft 1938

## T
- Takiap (hjemmeværnskutter) bygget i Skagen 1929
- Tennessee (bugserbåd) tidligere Skt. Knud bygget B&W 1959
- Ternen (fiskeriinspektionsskib), bygget i Svendborg 1937
- Tertia (ambulancebåd), bygget i København 1929
- Theis (fiskefartøj) bygget i Rønne 1980-82
- Tina (fiskefartøj), bygget i Faxe Ladeplads 1904
- Tinna (færgebåd/fiskefartøj) bygget i Middelfart 1924

## U
- Ulina (stenfiskerfartøj) bygget Statskanaal, Holland 1931
- Ursa (cementfragtskib), galease, bygget i Hou 1939

## V
- Vanja (motorgalease) bygget Holbæk skibsværft 1951
- Vega (kvase), bygget Th. Lunds værft i Assens i 1902
- Vesta (sundbåd) bygget bådebygger Holm i Sletten, 1918
- Viking (krydstoldjagt), bygget i Odense 1897
- Viking (motortravalje/passagerskib), bygget i Skælskør 1916
- Vilhelm (kattegatbåd) bygget i Lynæs 1888
- Vito (motorgalease) bygget i Holland 1908

## W
- W. Klitgaard (kutter), bygget i Frederikshavn 1891
- Whimbrell (lystfartøj), bygget i Coves, England 1899

## Æ
- Ærøboen (motorfærge), bygget 1932 i Svendborg
- Ærøsund (motorfærge) bygget Husumer Schiffswerft 1960

## Å
- Aage (lystfartøj) bygget af Svend Svendsen, Kastrup, 1912
- Aase (ålekvase), bygget i Odense 1904